# Рихтерсвельдия
Рихтерсвельдия (лат. Richtersveldia) — монотипный род суккулентных растений семейства Кутровые (Apocynaceae). На 2023 год включает один вид — Richtersveldia columnaris, произрастающий на территории ЮАР (Капская провинция). Входит в трибу Стапеливые (Stapelieae).

## Название
Родовое латинское (научное) название Richtersveldia происходит от Рихтерсфельдского заповедника, расположенного на северо-западе ЮАР в Северо-Капской провинции.
Русскоязычное название является транслитерацией латинского.

## Описание
Richtersveldia columnaris — растение с прямостоячими сочными стеблями высотой 10-20 см. Они маловетвистые и содержат бесцветный латекс. Побеги имеют сочную сине-зеленую окраску и цилиндрическую форму. Они достигают длины от 5 до 20 см и ширины от 20 до 25 мм, имеют 8 острых углов и голые поверхности. Листья этого растения являются стойкими, редуцированными и горизонтально раскидистыми. Они имеют форму мутовчатых чешуй и длину около 0,04 см.
Соцветия находятся в верхушечных частях стеблей и расположены вне пазух листьев. Они сидячие и содержат от 1 до 5 цветков, которые раскрываются одновременно. Цветоножки соцветий голые. Цветки имеют звездчатую форму и мясистую текстуру. Они состоят из пяти лепестков и имеют бежевый цвет с мелким и густым бордовым крапом. Коронка цветка имеет форму звезды и бледно-желтый цвет.

## Таксономия
Richtersveldia Meve & Liede, первое упоминание в Pl. Syst. Evol. 234: 204 (2002).

### Виды
По данным сайта Plants of the World Online на 2023 год, род включает один подтвержденный вид:
- Richtersveldia columnaris (Nel) Meve & Liede

#### Синонимы (вида)
Гомотипные (основанные на одном и том же номенклатурном типе):
- Ceropegia columnaris (Nel) Bruyns (2017)
- Echidnopsis columnaris (Nel) R.A.Dyer & Hardy (1968)
- Notechidnopsis columnaris (Nel) Lavranos & Bleck (1985)
- Trichocaulon columnare Nel (1933)

## Охранный статус
Richtersveldia columnaris подвергается сокращению своей численности из-за деградации среды обитания, вызванной излишним выпасом скота. Этот вид не является объектом пастбищного поголовья, однако он зависит от наличия укрытия, которое обеспечивают более крупные кустарники. Кроме того, Richtersveldia columnaris подвержен угрозе со стороны коллекционеров суккулентных растений, и полевые исследования документировали исчезновение целых растений в естественной среде вблизи дорог.